# Asplenium subaquatile
Asplenium subaquatile är en svartbräkenväxtart som beskrevs av Vincenzo de Cesati. Asplenium subaquatile ingår i släktet Asplenium och familjen Aspleniaceae. Inga underarter finns listade.